# Bithia proletaria
Bithia proletaria là một loài ruồi trong họ Tachinidae.